# Darius Khondji

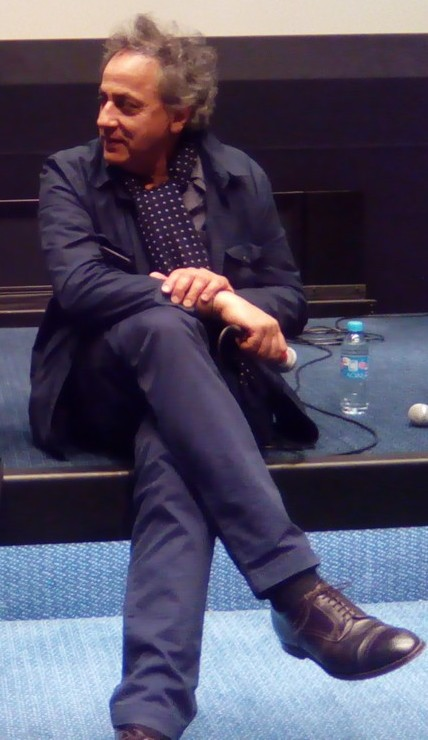
Darius Khondji, vor 2018

Darius Khondji (persisch داریوش خنجی Dāriusch Chondschī, DMG Dāriuš Ḫonǧī; * 21. Oktober 1955 in Teheran, Iran) ist ein französischer Kameramann.

## Biografie
Darius Khondji wurde als Sohn eines iranischen Vaters und einer französischen Mutter in Teheran geboren. Er verbrachte seine Kindheit in Paris und begann bereits in seiner Kindheit, kurze Filme zu drehen. Da in Frankreich für ein Filmstudium ein naturwissenschaftlicher Schulabschluss notwendig war, er aber nur einen künstlerischen Abschluss besaß, entschied er sich im Jahre 1977, ein Filmstudium an der University of California zu absolvieren. Auf der Hinreise dorthin legte er einen Zwischenstopp in New York City ein und war sofort von dieser Stadt fasziniert. Er entschloss sich, sich an der New York University einzuschreiben und schloss das Studium dort ab. Während des Studiums wich er auch von seinem ursprünglichen Vorhaben, Regisseur zu werden, ab, da er herausfand, dass er „mehr daran interessiert war, eine Stimmung für eine Geschichte zu gestalten, als die Geschichte selbst zu erzählen“.
In den 80er Jahren arbeitete er für kleinere französische Produktionen als Kameraassistent und auch als Kameramann. Sein erster größerer internationaler Erfolg gelang ihm 1991 mit seiner Arbeit an dem Film Delicatessen von Marc Caro und Jean-Pierre Jeunet. Die düstere Atmosphäre dieses Films sollte archetypisch für sein späteres Werk sein. Für den Film Die Stadt der verlorenen Kinder arbeitete er 1995 nochmals erfolgreich mit Jeunet/Caro zusammen. Im gleichen Jahr kehrte er in die USA zurück, um mit David Fincher den Film Sieben zu drehen; für diese Arbeit gewann er 1996 von der Chicago Film Critics Association den Preis für die beste Kameraarbeit. Ebenfalls 1996 drehte er mit Alan Parker den Film Evita, für den er seine bisher einzige Oscarnominierung für die beste Kameraarbeit errang. 1997 kam es wieder zu einer Zusammenarbeit mit Jean-Pierre Jeunet für den Film Alien – Die Wiedergeburt, der allerdings nicht sehr erfolgreich an den Kinokassen war. Weitere bemerkenswerte Filme mit seiner Mitarbeit an der Kamera sind die Filme The Beach von Danny Boyle und Panic Room von David Fincher.
Darius Khondji drehte nicht nur Spielfilme, sondern auch Musikvideos. So arbeitete er mit Regisseur Chris Cunningham an den Clips zu Frozen von Madonna und Africa Shox von Leftfield. Auch das Video zu Dirge von Death in Vegas (Regie: Richard Fearless und Richard Fenwick) entstand mit Khondji als Kameramann.
Khondji ist verheiratet und hat drei Kinder.

## Filmografie (Auswahl)
- 1989: Embrasse-moi – Regie: Michèle Rosier
- 1990: Le trésor des îles chiennes – Regie: François-Jacques Ossang
- 1991: Delicatessen – Regie: Jeunet & Caro
- 1992: Prag (Prague) – Regie: Ian Sellar
- 1993: Nur der Hauch eines Zweifels (L’ombre du doute) – Regie: Aline Issermann
- 1995: Die Stadt der verlorenen Kinder (La cité des enfants perdus) – Regie: Jeunet & Caro
- 1995: Sieben (Se7en) – Regie: David Fincher
- 1996: Gefühl und Verführung (Stealing Beauty) – Regie: Bernardo Bertolucci
- 1996: Evita – Regie: Alan Parker
- 1997: Alien – Die Wiedergeburt (Alien: Resurrection) – Regie: Jean-Pierre Jeunet
- 1999: Jenseits der Träume (In Dreams) – Regie: Neil Jordan
- 1999: Die neun Pforten (The Ninth Gate) – Regie: Roman Polański
- 2000: The Beach – Regie: Danny Boyle
- 2002: Panic Room – Regie: David Fincher
- 2003: Anything Else – Regie: Woody Allen
- 2004: Wimbledon – Spiel, Satz und … Liebe (Wimbledon) – Regie: Richard Loncraine
- 2005: Die Dolmetscherin (The Interpreter) – Regie: Sydney Pollack
- 2007: My Blueberry Nights – Regie: Wong Kar-Wai
- 2007: Funny Games U.S. – Regie: Michael Haneke
- 2008: Ruinen (The Ruins) – Regie: Carter Smith
- 2009: Chéri – Eine Komödie der Eitelkeiten (Chéri) – Regie: Stephen Frears
- 2011: Midnight in Paris – Regie: Woody Allen
- 2012: To Rome with Love – Regie: Woody Allen
- 2012: Liebe (Amour) – Regie: Michael Haneke
- 2013: The Immigrant – Regie: James Gray
- 2014: Magic in the Moonlight – Regie: Woody Allen
- 2015: Irrational Man – Regie: Woody Allen
- 2016: Die versunkene Stadt Z (The Lost City of Z) – Regie: James Gray
- 2017: Okja – Regie: Bong Joon-ho
- 2019: Der schwarze Diamant (Uncut Gems) – Regie: Benny Safdie, Josh Safdie
- 2022: Zeiten des Umbruchs (Armageddon Time) – Regie: James Gray
- 2022: Bardo, die erfundene Chronik einer Handvoll Wahrheiten (Bardo, falsa crónica de unas cuantas verdades) – Regie: Alejandro G. Iñárritu
- 2025: Mickey 17 – Regie: Bong Joon-ho
- 2025: Eddington – Regie: Ari Aster

## Auszeichnungen und Nominierungen in der KategorieBeste Kamera
Academy Award
- 1996: Evita  (Nominiert)
- 2023: Bardo, die erfundene Chronik einer Handvoll Wahrheiten  (Nominiert)

BAFTA Award
- 1997: Evita  (Nominiert)

César
- 1992: Delicatessen (Nominiert)
- 1996: The City of Lost Children (Nominiert)
- 2013: Liebe (Nominiert)

Chicago Film Critics Association Award
- 1996: Sieben (Nominiert)
- 1997: Evita (Nominiert)
- 2022: Bardo, die erfundene Chronik einer Handvoll Wahrheiten  (Nominiert)

Independent Spirit Award
- 2012: Midnight in Paris (Nominiert)
- 2015: The Immigrant (Nominiert)

American Society of Cinematographers Award
- 1996: Sieben (Nominiert)
- 1997: Evita (Nominiert)
- 2015: The Immigrant (Nominiert)
- 2023: Bardo, die erfundene Chronik einer Handvoll Wahrheiten  (Nominiert)